# Sternbergs Nelke
Die Sternbergs Nelke (Dianthus sternbergii) ist eine Pflanzenart der Gattung Nelken (Dianthus) innerhalb der Familie der Nelkengewächse (Caryophyllaceae). Diese Nelkenart wird auch als Dolomit-Nelke bezeichnet.

## Beschreibung

### Vegetative Merkmale
Die Dolomiten-Nelke wächst als mehrjährige krautige Pflanze und erreicht Wuchshöhen von 10 bis 20 Zentimetern. Sie hat einen locker-polsterförmigen Wuchs. Die blau-grünen Laubblätter sind bei einer Breite von 1 bis 2 Millimetern linealisch-lanzettlich. Auf der Blattunterseite befindet sich ein deutlich hervortretender Mittelnerv. Die Stängelblätter sind kürzer als die zugehörigen Internodien. Jeder Stängel hat (2-) 3 bis 4 (5) Internodien.

### Generative Merkmale
Die Blütezeit reicht von Juni bis Juli. Die Blüten stehen meist einzeln; nur in tiefen Höhenlagen kommen sie zu zweit oder zu dritt am Stängel vor. Die Blüte ist radiärsymmetrisch. Die Kelchzähne sind breit-lanzettlich und schmal hautrandig. Die vier oder seltener zwei Kelchschuppen sind breit-lanzettlich und in eine Spitze ausgezogen und sind etwa ein Drittel bis halb so lang wie der Kelch. Die Kronblätter sind hellrosafarben bis weißlich. Die Platte der Kronblätter wird bei zwittrigen Blüten bis 18 Millimeter, bei weißlichen Blüten bis 7 Millimeter lang. Der Nagel ist deutlich länger als der Kelch.

## Vorkommen
Die Dolomiten-Nelke kommt nur in den südöstlichen Kalkalpen von der Etsch bis in die westillyrischen Gebirge vor. Es gibt Fundortangaben für Italien, Österreich, Kroatien und Slowenien. In Österreich ist sie selten in Kärnten, Salzburg und in der Steiermark (Dachsteinsüdwand) verbreitet.
Standorte sind meist Kalk- oder Dolomitfelsschutt, steinige Rasen sowie Weg- und Uferböschungen. Sie gedeiht in Höhenlagen von 500 bis 2000 Metern in montanen bis alpinen Höhenstufen.

## Systematik und Verbreitung

### Taxonomie
Die Erstbeschreibung von Dianthus sternbergii erfolgte 1821 durch Carlo Mateo Capelli (1763–1831) in Cat. Stirp. Seite 24. Er übernahm dabei einen Namen von Franz Wilhelm Sieber, den dieser aber nicht veröffentlicht hatte. Das Artepitheton sternbergii ehrt Kaspar Maria von Sternberg. Synonyme für Dianthus sternbergii Sieber ex Capelli sind: Dianthus waldsteinii Sternb., Dianthus hyssopifolius subsp. sternbergii (Capelli) Graebn. & P.Graebn.

### Unterarten
Je nach Autor gibt es etwa zwei Unterarten:
- Dianthus sternbergii subsp. marsicus (Ten.) Pignatti (Syn.: Dianthus monspessulanus subsp. marsicus (Ten.) Novák): Sie kommt nur im zentralen bis südlichen Apennin vor.
- Dianthus sternbergii Sieber ex Capelli subsp. sternbergii: Die Chromosomenzahl beträgt 2n = 90.[3]